# Manuel José Leonardo Arce Leal
Manuel José Leonardo Arce Leal (Ciudad de Guatemala, 13 de mayo de 1935 - 22 de septiembre de 1985) fue un poeta, dramaturgo, narrador, periodista y columnista guatemalteco. Es considerado uno de los escritores más relevantes del país de la segunda mitad del siglo XX. 

## Biografía
Fue galardonado con importantes premios centroamericanos, como los Juegos Florales Centroamericanos de Quetzaltenango en 1958 (bajo la rama de teatro) y en 1969 (bajo la rama de poesía), y el Premio Centroamericano de Teatro Miguel Ángel Asturias en 1969, patrocinado por el Consejo Superior Universitario Centroamericano (CSUCA). Su obra ha sido traducida, entre otros idiomas, al alemán, el inglés, el francés y el portugués.
Publicó una columna en el Diario El Gráfico con el nombre de Diario de un escribiente desde la década de 1960 hasta la de 1980.
En la década de 1980 tuvo que abandonar Guatemala ante las constantes amenazas por parte del régimen de Romeo Lucas García. Estando en Francia ocurrieron las peores masacres en su patria bajo los gobiernos de Lucas García y Efraín Ríos Montt. Como protesta por las mismas escribió unos duros poemas en contra de Efraín Ríos Montt, los cuales fueron censurados. 
Falleció de cáncer pulmonar en el exilio en Francia, el 22 de septiembre de 1985.
A los 12 años su primera obra teatral fue El Tamborilero. En 1935, presentando su obra en el teatro Abril, actuó en una obra teatral que adaptaba la película Ramona.

## Poesía
- En el nombre del padre..., 1955
- De la posible aurora (Sonetos a mi esposa), 1962
- Cantos en vida, 1962
- Eternauta: cantos de un mar, 1962
- Los episodios del vagón de carga (anti-pop-emas), 1971
- Palabras alusivas al acto y otros poemas con el tema del amor, 1953-1978, 1978
- Guatemala, la hora de la siembra, 1982
- Poemas póstumos, 1987

## Narrativa
- Diario de un escribiente Tomo 1, 1979
- Diario de un escribiente Tomo 2, 1988
- De una ciudad y otros asuntos: crónica fidedigna, 1992
- Crónicas del café de los fantasmas, 2003

## Teatro
- El gato que murió de histeria, 1961
- Diálogo del gordo y el flaco con una rocola, Estrenada en 1964
- Aquiles y Quelonio
- Sebastián sale de compras
- Compermiso
- Torotumbo (adaptación de una novela de Miguel Ángel Asturias).
- Delito condena y ejecución de una gallina y otras piezas de teatro grotesco, Estrenada en 1969
- La última profecía, Estrenada en 1972
- Sandino debe nacer, 1975
- Rituales y testimonios
- Árbenz, el coronel de la primavera, 1991